# Арабско кафе
Арабското кафе (Coffea arabica) е вид растение от семейство Брошови (Rubiaceae).
То е най-рано култивираната форма на кафето и днес е най-широко отглежданата разновидност с около 60% от световното производство. В същото време арабското кафе е застрашен вид в природата, където е ендемично за югозападната част на Етиопското плато.
Таксонът е описан за пръв път от Карл Линей през 1753 година.